# James Campbell (gouverneur)
Pour les articles homonymes, voir James Campbell et Campbell.
Major-Général James Campbell est un gouverneur de la Grenade britannique et un gouverneur intérimaire du Ceylan britannique.